# Ishania simplex
Ishania simplex är en spindelart som beskrevs av Rudy Jocqué och Léon Baert 2002. Ishania simplex ingår i släktet Ishania och familjen Zodariidae. Inga underarter finns listade i Catalogue of Life.